# 2015年1月香港

## 1月2日

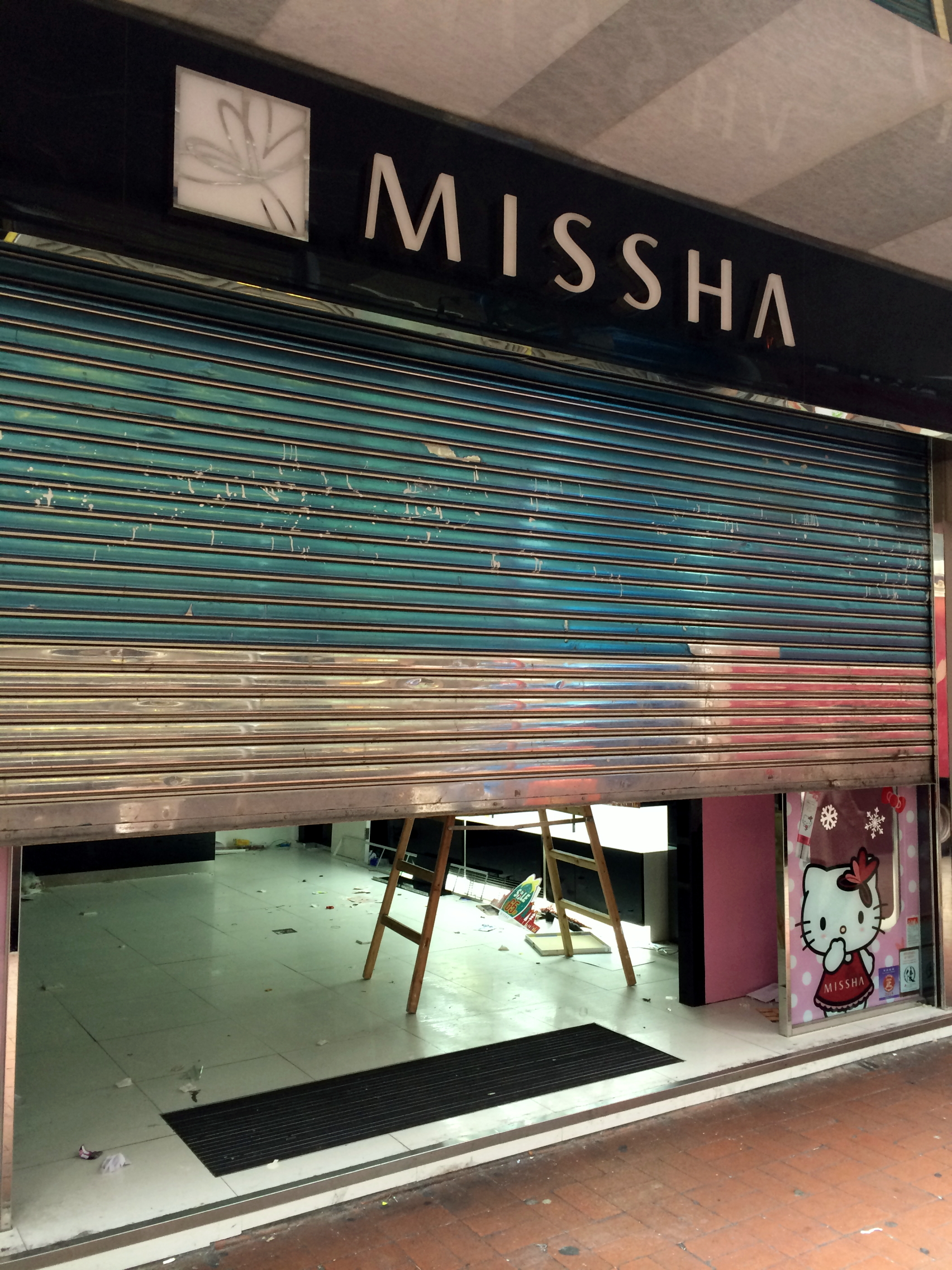
韓國知名化妝品牌MISSHA於1月2日突然全線停業，圖為旺角中心分店

- 在港擁有20間分店、商場專櫃及培訓中心的韓國知名化妝品牌MISSHA突然全線停業，香港公司負責人不知所終，拖欠近100名職員的佣金、租金及管理費，估計涉及款項數百萬元，數十名員工已到勞工處求助。警方發言人稱暫未接獲有關該公司的求助。[1]

## 1月6日
- 香港特區政府正式向港澳辦提交民情報告，記錄了2014年自8.31人大決定，到佔領運動的始末，當中包括9.28警方施放催淚彈、警員懷疑毆打被捕示威者、雙學承認包圍政總失敗等事件。報告無分析佔領運動的成因，但多次提及有關團體要求撤回人大常委會決定的訴求。惟報告結論指按照人大常委會決定落實普選行政長官是中央、特區政府及香港市民的共同願望，引來泛民主派議員的不滿。[2]

## 1月7日
- 政府展開政改第二階段諮詢，就普選行政長官的提名委员会組成、提名程序和一人一票投票安排諮詢公眾兩個月。政務司司長林鄭月娥到立法會宣讀啟動諮詢聲明時，泛民議員離場抗議。她呼籲離場抗議的泛民議員拿出政治勇氣，不要杯葛諮詢。[3]
- 德勤會計師行宣布為亚洲电视約百分之十的股份招標，到1月26日截標，潛在買家先要付五十萬元按金才可上網瀏覽亞視的財政資料，希望本月底或二月初找到適合投資者。德勤表示，除了考慮價錢也會參考投標者的發展計劃，並強調亞視不是財政很差的公司。[4]

## 1月9日
- 立法會財委會通過石鼓洲焚化爐撥款申請，象徵着三堆一爐的撥款已全部獲通過。社民連梁國雄提出多項動議，全部被否決。財委會最終以40票贊成、17票反對，通過石鼓洲焚化爐撥款申請，涉及一百九十二億三百多萬元。[5]
- 民主黨立法會議員何俊仁宣佈打算在立法會否決政改方案後辭職引發補選，就推翻人大8.31決定及重啟政改五部曲，變相公投，有泛民議員質疑民主黨是為區議會選舉部署造勢。何俊仁解釋不在政改表決前辭職，是不想令人對「袋住先」有遐想。[6]
- 長和系的長江實業及和記黃埔宣佈重組合併，分拆地產業務，新公司分別命名為長和及長地，並改為在開曼群島註冊，是自1997年後再度進行架構重組。長和將會負責長實及和黃的非地產業務，長地則會接手房地產業務。持有一股長實股份將獲發一股長和股份，而長和將會以股份代號0001上市。[7]

## 1月12日
- 紅磡漆咸道南凌晨發生開槍事件。一名警長在德民街發現有人偷走擺放在報檔外的一大叠報紙，被發現賊人隨即登上客貨車逃逸，該警長跳上車並與賊人糾纏，其間被人推落漆咸道南路上，右小腿遭車輪輾傷，警長負傷連開四槍自衞，但未能阻止客貨車逃去，事後被送院治理。[8]
- 位於將軍澳的蘋果日報大樓和壹傳媒集團創辦人黎智英的寓所在凌晨先後遭人投擲三枚燃燒彈襲擊，警方接報到場圍捕，在石硤尾澤安邨尋獲兩輛已涉事並被縱火焚燒的汽車。[9]
- 房委會首批新居屋晚上7時截止申請，大批市民趕到樂富房委會客務中心遞交申請表，傍晚人龍一度繞入樂富巴士總站打蛇餅。截至下午5時客務中心共接獲4.1萬份申請表，創下自2007年復售居屋以來收表最多的紀錄。整體超額認購為18倍，其中綠表超額38％，白表則超額44倍，平均44人爭1個單位。[10]

## 1月14日
- 行政長官梁振英公佈2015年施政報告，泛民議員集體舉起黃色兩傘離開會議廳，抗議梁振英漠視市民真普選的訴求，立法會主席曾鈺成兩度暫停會議，擾攘十分鐘後梁振英才開始宣讀施政報告。特首在報告引言中罕有地批評港大學生會刊物《學苑》編寫的香港民族論，呼籲各界警惕和勸阻，引來學者質疑梁此舉打壓言論自由，學苑則要求梁振英收回有關言論。[11][12]
- 施政報告突然宣佈由1月15日起暫停推行於2003年推行的資本投資者入境計劃，特首梁振英解釋指考慮到本港現時不缺資金，強調香港要爭取人才並非錢財，有移民顧問指此舉嚴重衝擊業界，或會掀起裁員潮，晚上12時前有不少人到灣仔入境事務大樓遞交申請表格，趕及最後限期申請。[13]
- 一名隸屬灣仔警區刑事部的男探員涉嫌在灣仔警察總部非禮一名女子，被港島總區重案組拘捕，並落案控以一項非禮罪，涉案警員已經被停職，1月16日在東區裁判法院應訊。[14]

## 1月15日
- 政府接納最低工資委員會建議，最低工資水平由時薪30元增至32.5元，增幅8.3%，最快今年5月1日起實施。[15]

## 1月18日
- 新制服團體香港青少年軍總會成立，目的是鼓勵本地青少年認識作為中國公民的責任與義務。行政長官梁振英及中聯辦主任張曉明以榮譽贊助人身分出席位於昂船洲軍營舉行的成立典禮。該會由特首夫人梁唐青儀擔任總司令。有泛民議員擔心梁振英將國教「借屍還魂」，向青少年灌輸愛國的洗腦意識。[16]

## 1月21日
- 港鐵宣佈將於農曆年初二及初三推出新春乘車折扣優惠，成人八達通乘客可享半價折扣；小童、長者、學生及殘疾人士特惠八達通則一律收一元，部分路線更可獲雙重折扣優惠變成免費。署理行政總裁梁國權解釋指優惠是為慶祝成立三十五周年及港島綫西延通車，否認為多番故障及工程延誤平息民憤。此外港鐵宣佈斥資三十億更新訊號系統，新系統可提高一成載客力，並設自動修復功能，可減少故障機會及加快維修。[17]

## 1月22日
- 關閉21日的長沙灣臨時家禽批發市場重開，所有雞隻毋須途經打鼓嶺的臨時檢疫站，凌晨大約有一萬七千隻本地活雞直接被運往批發市場，經檢疫後陸續運往街市出售。由於大陸檢疫部門並無向註冊供港雞場發出「出雞紙」，因此大陸活雞仍未恢復供應，食物及衞生局局長高永文表示大陸至今未能給予恢復供應的確實日期。[18]
- 亞洲電視大股東黃炳均以旗下公司名義借錢給有經濟困難的員工，員工離職時需要還款予黃。有亞視員工認為借錢當出糧的做法不可思議，不可接受。亞視執行董事葉家寶則認為股東是出於好意。[19]
- 一輛九巴42C線巴士駛至龍翔道近天馬苑時突然起火，全車嚴重焚毀，冒出大量濃煙，消防到場動用一條喉及一隊煙帽隊灌救將火救熄，全車約八十名乘客及時疏散，無人受傷。受事故影響，龍翔道往觀塘方向全線一度封閉。[20]

## 1月23日
- 本港出現入冬以來第二宗外地傳入人類感染H7N9禽流感個案，患者是一名79歲男子，現正在瑪嘉烈醫院隔離治療，情況穩定，曾經到過東莞樟木頭活家禽濕貨市場。[21]
- 衞生防護中心公佈由1月2日至今有85宗感染流感的嚴重個案，當中有42宗死亡個案，其中有9人曾經接種過流感疫苗。當局估計今年流感高峰期情況比過往更嚴重，醫管局正商討應變措施，減輕公立醫院的急症室及深切治療部，紓緩前線醫護人員的壓力。[22]

## 1月25日
- 第十九屆渣打馬拉松賽事在凌晨舉行，今年有破紀錄的七萬三千人報名參加，全馬賽事男、女子組的冠軍由來自埃塞俄比亞和北韓的跑手分別奪得。有跑手在起跑時舉起黃傘以示爭取真普選。此外，今年賽事有四十名跑手不適送院，兩人情況危殆，其中一名24歲男子留醫一天後終告不治，是十公里賽事首宗死亡事件。[23][24]
- 有「藍眼淚」之稱的夜光藻最近在大埔三門仔和大美督內海湧現，吸引越來越多人前往拍攝，連國際傳媒也有報道。不過浪漫熱潮卻侵害了鄉郊的寧謐，每晚都有近百人到訪，對村民造成滋擾。不少人更為製造潮浪將石塊拋入海中，破壞公物及環境生態。[25]
- 香港大學學生會評議會通過啟動校內公投，決定學生會是否退出學聯。評議會將在下月9日至13日，在校內設置多個票站，讓萬多名學生會基本會員投票決定是否退出學聯。[26]

## 1月26日
- 亞洲電視一成股權公開招標期限屆滿，負責招標的德勤確認已收到數份標書，需時一至兩星期審閱。[27]
- 刑事檢控專員楊家雄出席立法會司法及法律事務委員會，簡報行政長官2015年施政報告的相關工作時，被法律界議員郭榮鏗追問有關前特首曾蔭權接受富豪款待的案件進度。楊家雄表示，一直與廉政公署保持緊密接觸，並首次公開證實，廉政公署已經完成調查。[28]
- 國際運動用品PUMA在官方facebook上載一幅「D7689」號碼布圖片，結果惹起爭議。有網民質疑該公司以廣東粗口諧音侮辱被譏為「689」的特首梁振英，去信PUMA高層投訴。該公司瞬即將圖片刪除，並就事件道歉。[29]

## 1月27日
- 一名任職興業銀行的31歲的男子早上在中國工商銀行大廈跳樓自殺，飛墮地面花槽當場死亡。警方未有撿獲遺書，但發現他死前曾發電郵給女友，經調查後相信他情困自殺。[30]
- 申訴專員公署揭發公屋資格監察機制存在嚴重漏洞，在房署及房協約60宗涉違規個案當中，選出9宗比較重要的個案深入了解，5宗涉及房署，1宗涉及房協，另外3宗則是兩房共同個案。發現有一家四口租戶利用長者優先配屋計劃等兩度調遷，八年來單位由一變三，戶主更擁有雙重戶籍長達8年；另一租戶則擁有價值300萬元物業，漏報資產長達4年，卻因入息未超出限額仍可繼續佔用公屋，更逃過被檢控。公署狠批房署及房協長期厚待違規租戶，延長了上樓時間，令上樓難問題雪上加霜。[31]
- 警方表示2014年本港整體罪案有67740宗，是1997年後的新低。去年的暴力罪案有11073宗，更是1971年以來新低。另外，香港電台公共事務組證實警務處處長曾偉雄將不會如以往的做法，在公布過去一年罪案數字的總結後，出席節目星期六問責接聽聽眾來電質詢。[32]

## 1月28日
- 明報報道港鐵向員工發出「訓示」通告，提醒員工要注意網上言論，發言時要表明是「個人觀點」，有關通告在網上被公開，有網民質疑港鐵是限制員工言論。港鐵發言人指該訓示只想提醒員工注意守則。律師黃國桐則形容港鐵做法是「畫蛇添足」。[33]

## 1月29日
- 68歲清潔工於2014年平安夜解款車跌錢事件中撿走8000元，事後私藏6000元購買手提電話。被告承認控罪，裁判官表示，本案是非常不尋常的拾遺不報大型案件，多人蜂擁拾錢的情况「無法無天」，判他入獄1個月、緩刑18個月及賠償6000元。[34]

## 1月30日
- 聲演叮噹30年的無綫電視配音員林保全設靈及舉行公祭，採佛教儀式，家人選了保全叔與叮噹公仔合照作靈堂照，靈堂內放有叮噹、叮鈴及大雄造型花牌，又播放保全叔生前曾配音的卡通、節目及訪問等，彷彿要在一片歡笑聲中送別保全叔。無綫配音組、演藝人協會、歌手張敬軒等都有致送花牌。逾2000叮噹迷往悼念。[35]
- 由夏正民法官領導的獨立專家小組公布《廣深港高速鐵路香港段獨立專家小組報告》。報告揭露，作為直接監察港鐵的路政署犯下四大過錯，政府花費近8400萬元委聘的獨立顧問嘉科公司早於2011年底已多次向路政署提出警示，表明高鐵可能不會如期竣工，但路政署一直無行動跟進，反而過分相信港鐵版本。報告亦批評港鐵項目管理有漏洞，但並無提及運輸及房屋局是否有人監管不力。[36]

## 1月31日

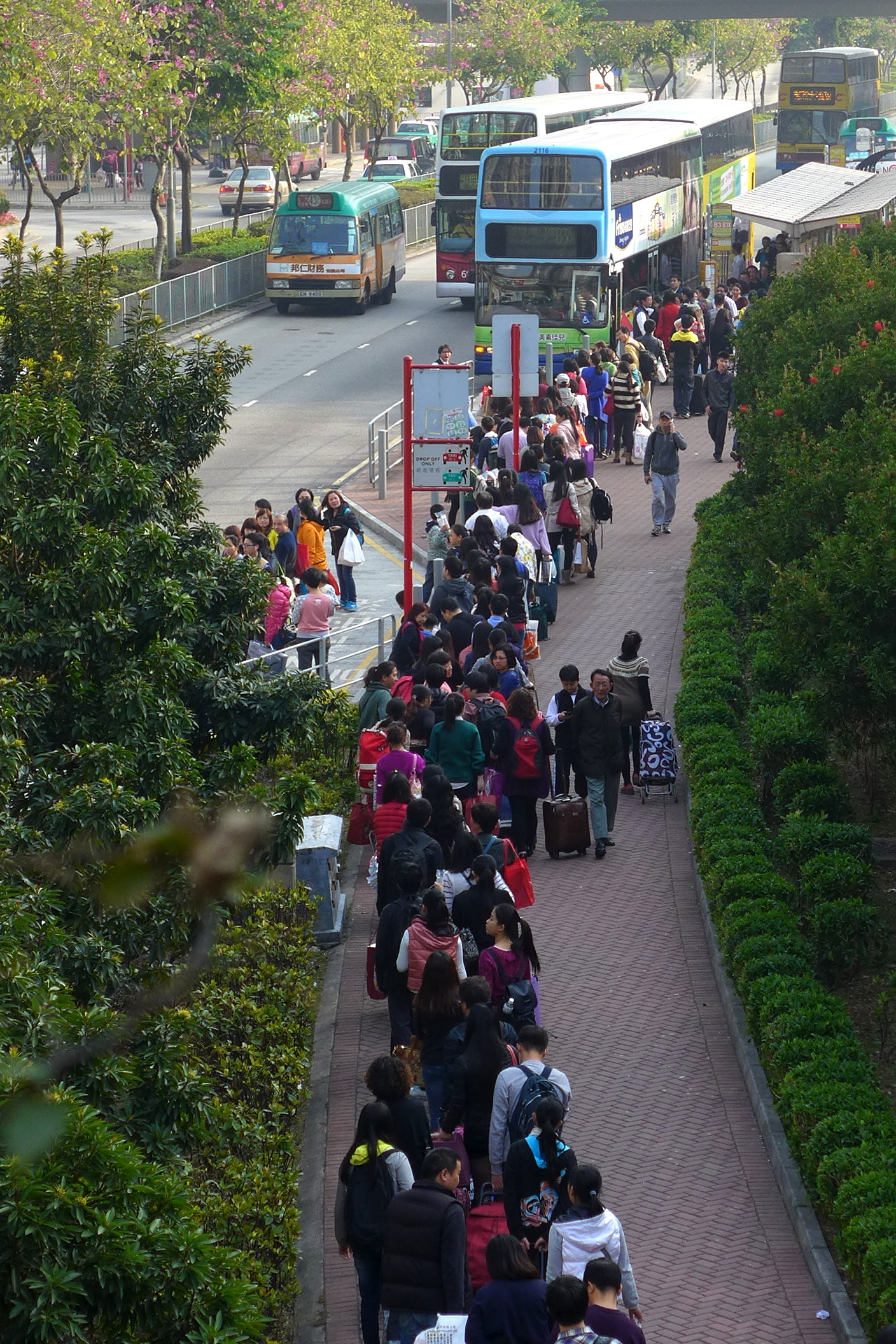
每日下午屯門市中心均有長人龍輪候B3X巴士，並且以大陸客為主

- 有關注團體在假日於屯門市中心點算，一度有數百人排隊輪候B3X巴士，人龍長逾100米。估計3小時內有逾12,000人滿載而歸，乘車返回深圳灣。當中逾1,800人違規攜帶大件及超重行李乘車，涉嫌違反《公共巴士服務規例》，批評城巴職員未有阻止違例水貨客上車，有市民歸咎於附近商場贈送乘車券給旅客。城巴回應指為疏導乘客已加密巴士班次至兩、三分鐘一班，又指車長雖有權拒絕攜帶過大行李的乘客上車，但同時會據實際情況來酌情處理，去年使用乘車券乘搭巴士的乘客亦不多，未有打算向商場停售乘車券。信和旗下的屯門市廣場表示，會繼續向訪港旅客提供換領過境車票優惠。而新鴻基旗下的V City則未有回應傳媒的查詢。[37]